# Benjámin (Biblia)
Benjámin  (héberül:  בִּנְיָמִין) bibliai személy, Jákob utolsó és Ráchelnek a második fia. Anyja az ő születésekor meghalt. Mivel Jákob leginkább szeretett feleségének a fia volt, József eltűnése után ő hozzá ragaszkodott a legjobban a fiai közül. Története a Bibliában összefonódik József egyiptomi történetével.

## Benjámin törzse
Leszármazottai alkották Izrael 12 törzsének egyikét, akik az izraeliták kánaáni honfoglalásakor, a Jordántól nyugatra, Júda és Efraim törzseinek területe közötti részt kapták, a kánaáni jebuzi nép területét, Jeruzsálem környékén. Jeruzsálemen túl a törzsnek kirendelt káanáni városok között Jerikó, Béthel, Gibeon, Gibea volt, ebből Bétel végül Efraim törzséé lett. A bírák korában ez a törzs megtagadta, hogy kiadja a Gibea városában történt bűntett elkövetőit. Ezért háború tört ki közte és a többi izraelita törzs között, és azok majdnem kiirtották Benjámin törzsét.
Izrael első királyának, Saulnak és Pál apostolnak is az őse.
Salamon király halála után Benjámin törzse Júdával együtt alkotta meg a Júdai Királyságot.